# Kate Millett
Pour les articles homonymes, voir Millett.
Ne pas confondre avec Catherine Millet.
Katherine Murray Millett dite Kate Millett, née le 14 septembre 1934 à Saint Paul (Minnesota) et morte le 6 septembre 2017 à Paris, est une écrivaine féministe américaine.

## Biographie

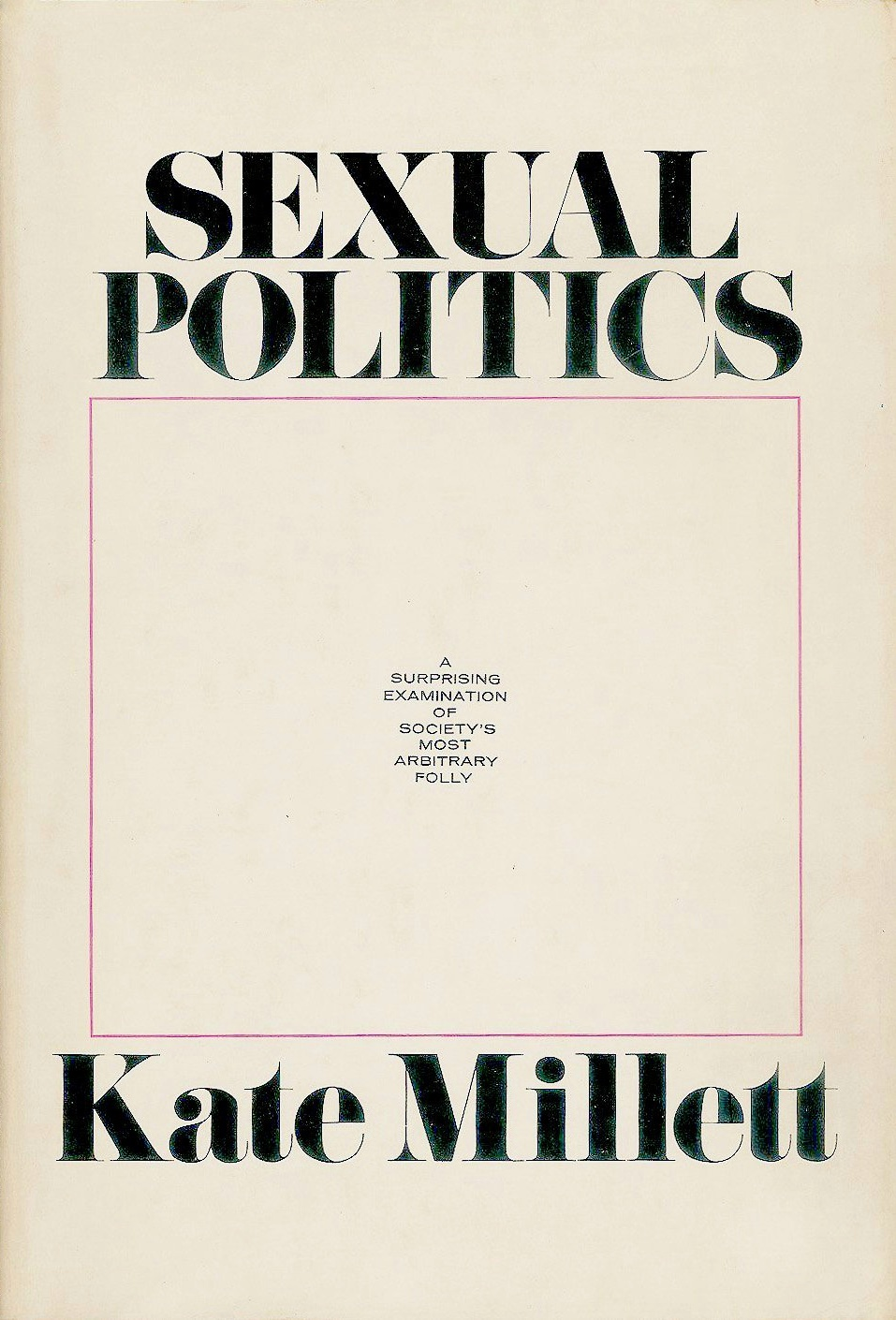
Couverture anglophone de Sexual Politics (en français, La Politique du mâle).

Katherine Murray Millett naît à Saint Paul dans l'état du Minnesota. Elle est la fille de l'ingénieur James Albert Millett et l'enseignante et vendeuse d'assurances Helen Feely. Elle avait aussi deux sœurs, Sally et Mallory. Selon Kate Millett, elle avait peur de son père alcoolique qui la battait et qui abandonne la famille quand elle avait 14 ans, « les livrant à une vie de pauvreté distinguée » ; ce qui fut raconté dans le documentaire Three Lives. Issue d'un héritage catholique irlandais, Kate Millett fréquenta les écoles paroissiales de Saint Paul tout au long de son enfance.
Kate Millett suit avec succès des études à l'université du Minnesota en 1956, puis à celle d'Oxford en 1958. En 1961, elle part pour le Japon d'où elle rentre en compagnie de Fumio Yoshimura, qu'elle épouse en 1965. Ils se séparent en 1985.
En 1970, elle soutient sa thèse à l'université Columbia. C'est sa thèse publiée qui la rend célèbre : Sexual Politics (La Politique du mâle) analyse le pouvoir patriarcal à travers la littérature occidentale. Elle souligne notamment le sexisme et l'hétérosexisme des œuvres de D. H. Lawrence, Henry Miller et Norman Mailer, qu'elle oppose à celle de Jean Genet, qui donne selon elle une vision plus nuancée des rapports entre les sexes et du genre,. Cet essai, publié en tant que tel en 1970, est salué par la presse comme le premier livre féministe d’importance depuis la publication, en 1949, du Deuxième Sexe, de Simone de Beauvoir.
En 1971, elle achète une ferme à Poughkeepsie dans l'État de New York, qu'elle restaure pour en faire une communauté de femmes artistes, baptisée « Women's Art Colony Farm »,. Certaines de ses œuvres, telles les romans Flying (En vol) et Sita, rendent compte sous le voile de la fiction de ses expériences homosexuelles. En Iran relate son passage en Iran pour y soutenir les droits des femmes. Elle est expulsée du pays.
En 1990, dans The Loony-Bin Trip, elle raconte son parcours d'arrêt du lithium dans le cadre de la Women's Art Colony Farm. A la lumière de ses internements en hôpital psychiatrique et du jugement social porté sur les personnes psychiatrisées, elle propose une réflexion personnelle et politique sur le système psychiatrique.
Elle meurt d'un arrêt cardiaque à Paris le 6 septembre 2017, huit jours avant son 83e anniversaire, aux côtés de sa femme, la photojournaliste Sophie Keir,,.

## Œuvres

### Essais en langue originale
- (en) Kate Millett, Sexual Politics, University of Illinois Press, 1970, 424 p. (ISBN 978-0-252-06889-8, lire en ligne)

- (en) Kate Millett, The Prostitution Papers : A Quartet For Female Voice, Ballantine Books, 1973, 149 p. (ISBN 978-0-345-25434-4)

- (en) Kate Millett, Flying, University of Illinois Press, 1974, 560 p. (ISBN 978-0-252-06886-7, lire en ligne)traduit en français par Elisabeth Gille sous le titre En vol, Stock, 1975, 600 p.,  (ISBN 978-2234001800).
- (en) Kate Millett, Sita, University of Illinois Press, 1977, 352 p. (ISBN 978-0-252-06887-4, lire en ligne)traduit en français par Elisabeth Gille sous le titre Sita, Éditions des femmes, 2008, 534 p.,  (ISBN 978-2721005700).
- (en) Kate Millett, The Basement : Meditations on a Human Sacrifice : With a New Introduction, 1979, 341 p. (ISBN 978-0-671-24763-8)traduit en français par Elisabeth Gille sous le titre La Cave, méditation sur un sacrifice humain, Stock, 1980, 448 p.,  (ISBN 978-2234012707).
- (en) Kate Millett, Going to Iran, Coward McCann, 1979, 333 p. (ISBN 978-0-698-11095-3)traduit en français par Elisabeth Gille sous le titre En Iran, photo. Sophie Keir, Éditions des femmes, 1981, 420 p.,  (ISBN 978-2721002068).
- (en) Kate Millett, The Loony-Bin Trip, University of Illinois Press, 1990, 320 p. (ISBN 978-0-252-06888-1, lire en ligne)
- (en) Kate Millett, The Politics of Cruelty : An Essay on the Literature of Political Imprisonment, W. W. Norton Company, 1994, 336 p. (ISBN 978-0-393-31312-3)traduit en français par Elisabeth Gille sous le titre La Politique de la cruauté, Éditions des femmes, 2010, 169 p.,  (ISBN 978-2721006004).
- (en) Kate Millett, A.D. : A Memoir, Continta me tienes, 1995, 305 p. (ISBN 978-84-120876-2-8)
- (en) Kate Millett, Mother Millett, Verso, 2002, 312 p. (ISBN 978-1-85984-399-4, lire en ligne)